# 朝鲜民主主义人民共和国贸易银行
朝鲜民主主义人民共和国贸易银行（韓語：조선민주주의인민공화국 무역은행），又称朝鲜贸易银行（韓語：조선무역은행），是朝鲜民主主义人民共和国的一家主要外汇银行。
朝鲜贸易银行成立于1959年11月，负责对外贸易结算和外汇业务，发挥确定及公布汇率、为贸易机构提供支付担保等作用。 朝鲜民主主义人民共和国自1979年起发行多种兑换券，朝鲜贸易银行自1988年起承担其中一种名为“可兑换钱票”（외화와 바꾼 돈표）的兑换券，直至兑换券制度于2002年7月1日被正式废除。 
曾任朝鲜贸易银行行长的吴光哲被认为曾在外国金融机构、投资公司和民间企业接受过数月的研修，并曾参加过2005年6月在瑞士日内瓦行的联合国贸易和发展会议，以及2006年12月19日举办的与美国的金融工作会议。 韩长洙（音）代表曾任朝鲜贸易银行莫斯科分行行长。 
2010年，兆丰国际商业银行向美国纽约南区地方法院提起诉讼，要求朝鲜贸易银行偿还借入的500万美元本金及利息。 
2013年3月11日，美国根据针对参与大规模杀伤性武器扩散行为的人员的第13382号行政命令，冻结朝鲜贸易银行在美国境内的资产，并禁止所有美国个人和企业与该银行开展业务。  2013年5月，中国银行关闭了朝鲜贸易银行的账户。
2017年8月5日，联合国安理会通过第2371号决议，将朝鲜贸易银行列入制裁名单。    同年9月26日，美国财政部将朝鲜贸易银行等10家朝鲜银行列为制裁目标，并采取措施阻止与受制裁银行有业务往来的第三国金融机构进入美国国际金融网络。 

## 关联条目
- 朝鲜民主主义人民共和国中央银行